# 龔生達
龔生達（?—?），贵州天柱人，清朝政治人物、同進士出身。
乾隆元年（1736年）丙辰科進士，三甲二百二十六名，后事不詳。